# O Barbeiro Que Se Vira
O Barbeiro que se vira é um filme brasileiro de 1958, do gênero comédia, dirigido por Eurides Ramos, produzido por Oswaldo Massaini e Alípio Ramos, roteiro de Victor Lima e música de Radamés Gnattali.
Conta com números musicais de Trio Nagô e Jorge Goulart. 
No elenco estão Arrelia, Berta Loran, Paulo Goulart e Eliana Macedo.

## Sinopse
Na cidade fictícia de Jabulândia, Arrelia é o barbeiro que também exerce várias outras ocupações como dentista, farmacêutico, veterinário e calista. Ele costuma se atrapalhar na hora de atender os clientes, arrancando o dente de quem faz a barba e barbeando quem está com o dente doendo, por exemplo, mas se sai bem. 
Arrelia quer ajudar o romance de seus amigos Leonardo e Rosinha, mas o padrasto dela, o poderoso Coronel Clementino, quer que a moça se case com o vigarista Professor Basílio. O coronel acaba acusando Leonardo por um roubo e o rapaz e Arrelia se disfarçam de mulheres para invadirem a fazenda do Coronel e descobrirem o verdadeiro ladrão.

## Elenco[2]
- Arrelia…Arrelia
- Eliana Macedo… Rosinha
- Fregolente… Coronel Clementino
- Carlos Tovar…Professor Basílio
- Paulo Goulart…Leonardo
- Theresa Amayo…Lili
- Berta Loran…Margarida, a criada
- Beatriz Segall...Divina Macondo, a atriz decadente
- Grace Moema…Maricota, a costureira
- Roberto Duval… Gavião, o jagunço
- Jackson De Souza…Delegado
- Wilson Grey…cliente de Arrelia com dor de dente
- Pato Preto…Pato Preto, ajudante de Arrelia
- Grijó Sobrinho…Juiz
- Domingos Terras…Felipe
- Altair Vilar…Jagunço
- Alfredo Viviani…Salim
- Armando Nascimento…Tonico, cliente de Arrelia com o pé machucado